# Inibidores da dipeptidil peptidase 4

Esquema de ação dos IDPP4 em inglês

Inibidores da dipeptidil peptidase 4 (IDPP4), também chamados de gliptinas, são uma classe de hipoglicemiantes orais usados para tratar diabetes mellitus tipo 2. A primeira gliptina foi aprovada pelo FDA em 2006. Podem ser combinados com outros antidiabéticos, geralmente com metformina, no mesmo comprimido.

## Mecanismo de ação
A dipeptidil peptidase 4 é uma enzima que degrada as incretinas. As incretinas incluem o peptídeo semelhante a glucagon 1 (GLP-1) e o
Peptídeo insulinotrópico glicose-dependente (GIP) que são produzidos no intestino e atuam no pâncreas contribuindo para a regulação do ciclo da glicose no organismo. Quando aumenta glicose em sangue as incretinas estimulam  a secreção de insulina e inibem a secreção de glucagon. Ao inibir a degradação das incretinas elas atuam por mais tempo no organismo.

## Efeitos colaterais
Ao contrário de vários outros hipoglicemiantes não causa o ganho de peso nem problemas cardíacos, pelo contrário, reduz o risco de problemas cardíacos.
Efeitos secundários frequentes deste medicamento incluem:
- Sinais de infecção do trato respiratório superior (nariz entupido ou corrimento e dor de garganta).
- Sinais de infecção do trato urinário (dor ou ardor ao urinar, sangue na urina e / ou febre).
- Dor de cabeça.

## Exemplos
Os medicamentos pertencentes a esta classe são:
- Sitagliptina: aprovada pelo FDA em 2006, comercializado pela Merck & Co. como "Januvia".
- Vildagliptina: aprovada pela UE em 2007, comercializado na UE pela Novartis como "Galvus".
- Saxagliptina: aprovado pela FDA em 2009, comercializado como "Onglyza".
- Linagliptina: aprovado pela FDA em 2011, comercializado como "Tradjenta" por Eli Lilly and Company e Boehringer Ingelheim
- Gemigliptina: aprovado na Coréia em 2012, comercializado pela LG Life Sciences.
- Anagliptina: aprovada no Japão em 2012, comercializada pela Sanwa Kagaku Kenkyusho Co., Ltd. e Kowa Company, Ltd.
- Teneligliptina: aprovada no Japão em 2012.
- Alogliptina: aprovada pela FDA em 2013, comercializada pela Takeda Pharmaceutical Company.
- Trelagliptina: aprovada para uso no Japão em 2015.
- Dutogliptina: sendo desenvolvido pela Phenomix Corporation, na Fase III.
- Omarigliptina (MK-3102): aprovada no Japão em 2015, desenvolvida pela Merck & Co., pode ser usada semanalmente.